# Secretaría General de la Presidencia de la Nación
La Secretaría General de la Presidencia es un organismo encargado de asistir al presidente en el diseño de políticas públicas, la elaboración de mensajes, discursos y declaraciones, las tareas de ceremonial y protocolo presidencial y las relaciones con la sociedad civil. Es dirigida por el secretario general quien integra el gabinete nacional, mientras que es uno de los secretarios de estado que tiene rango y jerarquía de ministro, siendo sus funciones suscribir y refrendar los decretos, mensajes y proyectos de ley originados en las secretarías del área presidencial.
La actual secretaria general es Karina Milei, quien asumió el 10 de diciembre de 2023, designada por el presidente Javier Milei.

## Estructura
La Secretaría General de la Presidencia de la Nación tiene bajo su mando los siguientes organismos:
- Unidad Gabinete de Asesores
- Subsecretaría de Coordinación Administrativa
- Subsecretaría de Gestión Institucional
- Subsecretaría de Planificación General
- Subsecretaría de Asuntos Presidenciales
- Subsecretaría de Vocería y Comunicación de Gobierno
- Casa Militar
- Administración General de Museos y Archivos Presidenciales
- Autoridad Regulatoria Nuclear

## Historia
El primer antecedente se encuentra en la Secretaría Administrativa de la Presidencia de la Nación, creada por el presidente Juan Domingo Perón el día 15 de octubre de 1948 a través del Decreto N.º 31 810. Ésta dependía directamente del presidente de la Nación.
En el Decreto-Ley N.º 10 351 del 8 de junio de 1956, la Secretaría General figura entre los organismos pertenecientes de la Presidencia.
El 12 de junio de 1974, el presidente Juan Domingo Perón unificó las Secretarías General y de Gobierno en la «Secretaría General de Gobierno» (Decreto 1718).
El Decreto 199 (23 de abril de 1976) de Jorge Rafael Videla dispuso: «Créase en la Presidencia la Secretaría General, que estará integrada por las Subsecretarías Legal y Técnica, de Asuntos Administrativos, de Relaciones Institucionales y General».
La Ley de Ministerios de 1981 instrumentó ocho secretarías de la Presidencia de la Nación, con el objetivo de que las tareas necesarias para posibilitar la actividad del Presidente de la Nación fueran atendidas por las secretarías presidenciales. Estas incluían:
- Secretaría General
- Secretaría Legal y Técnica
- Secretaría de Planificación
- Secretaría de Inteligencia del Estado (SIDE, actualmente AFI)
- Secretaría de Medios de Comunicación
- Secretaría de la Función Pública
- Secretaría de Ciencia y Tecnología
- Secretaría de Programación para la Prevención de la Drogadicción y la Lucha contra el Narcotráfico (SEDRONAR)
- Secretaría de Acceso al Hábitat

La Ley 23 023, dictada el 8 de diciembre de 1983 por Reynaldo Bignone, impuso al secretario general el «rango y jerarquía de ministro».
Durante la gestión de Cristina Fernández de Kirchner, algunas de las secretarías mencionadas fueron derivadas en ministerios (por ejemplo, Ciencia y Tecnología en 2007) y otras transferidas a otras áreas del PEN.
El 5 de septiembre de 2018, el presidente Mauricio Macri degradó los ministerios de Ambiente y Desarrollo Sustentable y de Turismo al rango de secretarías dentro de la Secretaría General de la Presidencia. Los cambios se dieron en una modificación del gabinete nacional que redujo a 10 la cantidad de ministerios.
El 10 de diciembre de 2023, Karina Milei es designada por su hermano, Javier Milei, como secretaria general de la Presidencia de la Nación, siendo la primera mujer en ocupar dicho cargo. Dicha designación requirió la modificación del Decreto 93/2018que prohibía que familiares directos del presidente ocupen dicho cargo.